# Spanish Fort (Alabama)
Spanish Fort est une ville du comté de Baldwin, dans l'État américain d'Alabama. Au recensement de 2000, la ville comptait 5 423 habitants.
Elle fait partie de l'aire micropolitaine de Daphne–Fairhope–Foley.

## Histoire

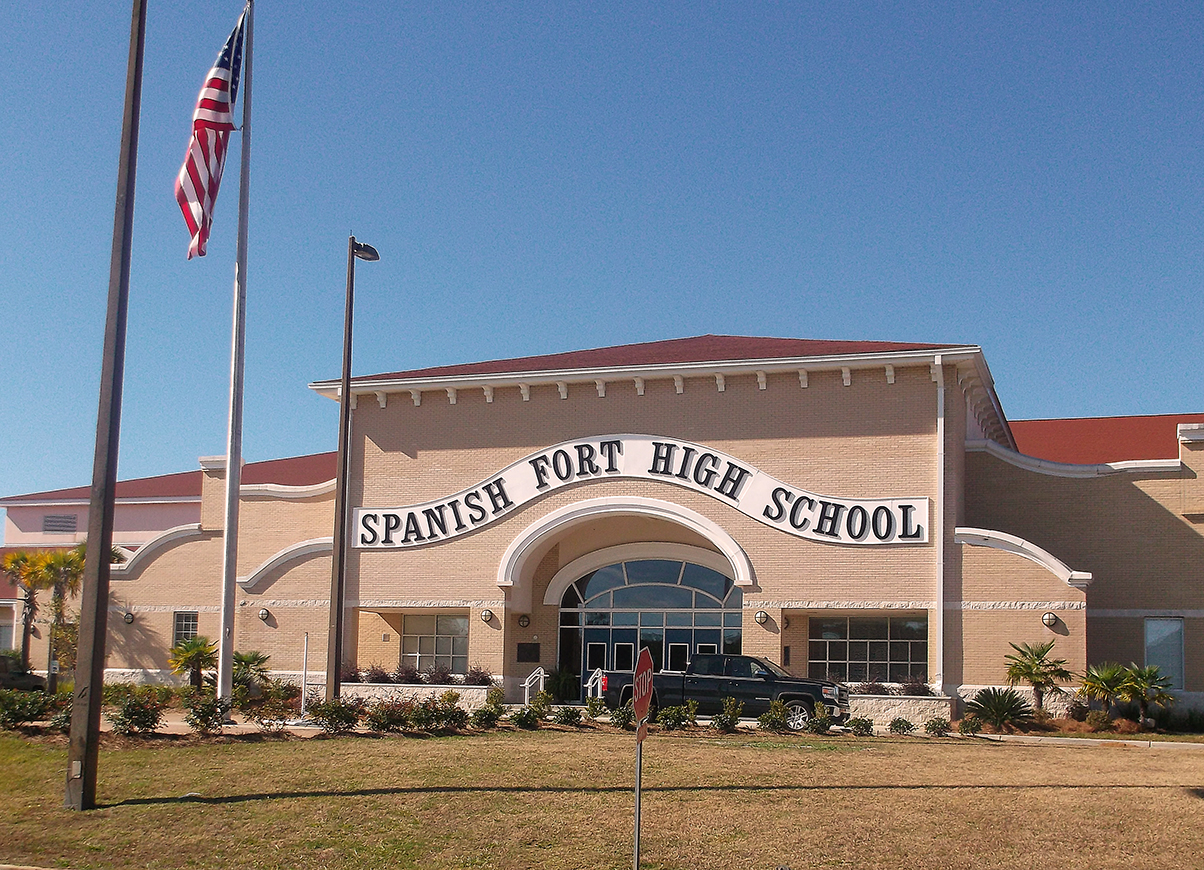
Lycée de Spanish Fort.

L'histoire de la ville de Spanish Fort remonte à 1712 avec la fondation de Mobile par le français Jean-Baptiste Bienville. Spanish Fort était à l'origine le site où un comptoir fut établi par les Français de Mobile. Après la guerre de la Conquête, une grande partie de la côte du golfe, dont le comptoir, fut cédée aux Britanniques en 1763. Durant la guerre d'indépendance des États-Unis, après que les Espagnols aient pris Mobile et les environs lors de la bataille de Charlotte, un « presidio » (ou fort militaire) fut construit sur le site de l'ancien comptoir. Ce fort espagnol fut le site d'une contre-attaque des forces britanniques expédiées depuis Pensacola en 1781. Les Britanniques furent repoussés et ne purent reprendre la région. Après la guerre de 1812, Spanish Fort devint officiellement la propriété des États-Unis.
Durant la guerre de Sécession, Spanish Fort fut fortifié afin de défendre l'est de Mobile. Fort Huger, Fort (Battery) Tracey, Fort (Battery) McDermott, Fort Alexis, Red Fort, et Old Spanish Fort faisaient partie des défenses de la ville de Mobile sur le site de l'actuel Spanish Fort. Malgré la victoire de l'Union lors de la bataille de Mobile, la ville de Mobile resta entre les mains des Confédérés. Les forces de l'Union entamèrent une campagne terrestre tôt en 1865 pour reprendre Mobile depuis l'est. Spanish Fort fut le site de la bataille de Spanish Fort lors de cette campagne. Sa chute permit aux forces de l'Union de se concentrer sur Fort Blakeley au nord et de détruire la dernière résistance organisée à l'arrivée des Nordistes à l'est du Mississippi.

## Géographie
Spanish Fort se trouve à 30°40'7.403" Nord et 87°55'19.844" Ouest.
D'après le bureau de recensement des États-Unis, la ville a une superficie de 28,8 km2 dont 16,6 km2 sont des terres et 12,2 km2 (42,23 %) sont de l'eau.

### Climat
| Mois                                  | jan.            | fév.             | mars            | avril           | mai             | juin            | jui.            | août            | sep.            | oct.            | nov.            | déc.             | année   |
| ------------------------------------- | --------------- | ---------------- | --------------- | --------------- | --------------- | --------------- | --------------- | --------------- | --------------- | --------------- | --------------- | ---------------- | ------- |
| Température minimale moyenne (°C)     | 4,4             | 5,6              | 9,4             | 12,8            | 17,2            | 21,1            | 22,8            | 22,2            | 20              | 13,9            | 9,4             | 5,6              | 14      |
| Température moyenne (°C)              | 10              | 11,7             | 15,6            | 18,9            | 22,8            | 26,1            | 28,8            | 27,2            | 25              | 20              | 15,6            | 11,1             | 19,4    |
| Température maximale moyenne (°C)     | 15,6            | 17,8             | 21,1            | 25              | 28,3            | 31,1            | 32,2            | 32,2            | 30,6            | 26,1            | 21,1            | 17,2             | 24,9    |
| Record de froid (°C) date du record   | −15 22/01/1985  | −12,2 03/02/1951 | −6,1 03/03/1980 | 1,1 11/04/1973  | 6,1 13/05/1960  | 11,1 01/06/1984 | 15 16/07/1967   | 15,6 15/08/2004 | 5 30/09/1967    | 0,6 21/10/1989  | −6,1 25/11/1950 | −13,3 13/12/1962 | −15     |
| Record de chaleur (°C) date du record | 27,8 02/01/1952 | 30,6 19/02/1982  | 29,4 30/03/2007 | 32,8 23/04/1987 | 36,7 27/05/1953 | 37,8 11/06/1954 | 38,3 16/07/1980 | 38,9 30/08/2000 | 37,8 10/09/1954 | 33,9 05/10/1954 | 32,8 02/11/1971 | 28,9 30/12/1965  | 38,9    |
| Précipitations (mm)                   | 155,2           | 138,9            | 170,4           | 115,1           | 142,2           | 150,9           | 203,2           | 158             | 151,6           | 90,7            | 131,8           | 111,8            | 1 719,8 |

## Politique et administration

### Maire successifs
| Période                                  | Période        | Identité         | Étiquette | Qualité |
| ---------------------------------------- | -------------- | ---------------- | --------- | ------- |
| 1993                                     | ? (après 1994) | W. Ray Carter    |           |         |
| ? (avant 2005)                           | En cours       | Joseph C. Bonner |           |         |
| Les données manquantes sont à compléter. |                |                  |           |         |

## Population et société

### Démographie
D'après le recensement de 2000, il y avait 5 423 personnes, réparties en 2 035 ménages et 1 518 familles. La densité de population était de 30,1 hab./km2. Le tissu racial de la ville étaient de 93,64 % de Blancs, 4,37 % d'Afro-américains, 0,37 % d'Amérindiens, 0,74 % d'Asiatiques, 0,26 % d'autres races, et 0,63 % de deux races ou plus. 0,94 % de la population était hispanique ou latino.
Il y avait 2 035 ménages dont 35,2 % avaient des enfants de moins de 18 ans, 67,1 % étaient des couples mariés, 6,0 % étaient constitués d'une femme seule, et 25,4 % n'étaient pas des familles. 22,9 % des ménages étaient composés d'un seul individu, et 14,5 % d'une personne de plus de 65 ans ou plus. Les tailles moyennes d'un ménage et d'une famille sont respectivement de 2,61 personnes et 3,10 personnes.
La répartition de la population par tranche d'âge est comme suit : 26,20 % en dessous de 18 ans, 5,20 % de 18 à 24, 26,2 % de 25 à 44, 24,7 % de 45 à 64, et 17,7 % au-dessus de 65 ans ou plus. L'âge moyen est de 41 ans.
Le revenu moyen d'un ménage dans la ville est de $56 699, et le revenu moyen d'une famille est de $67 844.
| 1970  | 1980  | 1990  | 2000  | 2010  | - |
| ----- | ----- | ----- | ----- | ----- | - |
| 2 364 | 3 415 | 3 732 | 5 423 | 6 798 | - |

### Éducation
Les écoles de Spanish Fort sont gérées par le Baldwin County Public Schools.
Il y a deux écoles élémentaires, la Spanish Fort School et la Rockwell  Elementary School (toutes les deux : K-5e grade).
Il y a un collège, la Spanish Fort Middle School (6-8) ainsi qu'un lycée, la Spanish Fort High School.

## Économie
Depuis son incorporation le 19 juillet 1993, Spanish Fort a connu une croissance significative. Le développement de la zone est de la ville s'est fait notamment par l'ouverture de l'Eastern Shore Centre, un complexe régional de shopping, le 17 novembre 2004.